# Coolumbooka River
Coolumbooka River är ett vattendrag i Australien. Det ligger i delstaten New South Wales, i den sydöstra delen av landet, omkring 380 kilometer sydväst om delstatshuvudstaden Sydney.
Trakten runt Coolumbooka River består i huvudsak av gräsmarker. Trakten runt Coolumbooka River är nära nog obefolkad, med mindre än två invånare per kvadratkilometer. Genomsnittlig årsnederbörd är 1 125 millimeter. Den regnigaste månaden är juni, med i genomsnitt 161 mm nederbörd, och den torraste är juli, med 20 mm nederbörd.